# 微尖苞黄芩
微尖苞黄芩（学名：Scutellaria alberti），为唇形科黄芩属下的一个植物种。